# Falcileptoneta bifurca
Espèce
Falcileptoneta bifurca est une espèce d'araignées aranéomorphes de la famille des Leptonetidae.

## Distribution
Cette espèce est endémique de Corée du Sud. Elle se rencontre à Bukha-myeon dans le Jeolla du Sud.

## Description
Le mâle holotype mesure 1,76 mm et la femelle paratype 1,52 mm.

## Publication originale
- Seo, 2015 : Ten new species of the genus Falcileptoneta (Araneae, Leptonetidae) from Korea. Korean Journal of Environmental Biology, vol. 33, no 3, p. 290-305 (texte intégral).